# Digital Champion
Digital Champion és una figura designada per cada Estat membre de la Unió Europea per ajudar a aquest i a la Comissió Europea en la promoció dels beneficis d'una societat digital integradora. Els Digital Champions actuen localment; treballen amb els ciutadans, les comunitats, les empreses, els governs i el món acadèmic. Els seus objectius són: ajudar les persones a familiaritzar-se amb el conceptes digitals, mitjançant la promoció de les competències digitals en educació, el foment dels serveis de govern electrònic, foment de l'esperit empresarial, el suport a les empreses a adoptar noves tecnologies i a ser més competitius, per tal de contribuir a la investigació i la innovació. També aconsellen la Comissió Europea sobre l'aplicació de l'Agenda Digital per a Europa. La Comissió Europea interactua regularment amb els Digital Champions i aquest intercanvi proporciona una valuosa plataforma per discutir, comparar i ampliar l'acció a nivell de base.
Els Digital Champions es reuneixen almenys dues vegades l'any.

## Els Digital Champion de cada país
Vint-i-sis (26) estats membres ja han anomenat oficialment el seu Digital Champion (Estònia i Grècia encara no han fet). La Baronesa Martha Lane Fox, Digital Champion del Regne Unit, va renunciar el 2013. Andreu Veà i Baró va ser designat com el nou Digital Champion per a Espanya l'octubre de 2014 en substitució d'Alicia Richart que va dimitir el 2013. Riccardo Luna va ser anomenat com el nou Digital Champion d'Itàlia el 15 de setembre de 2014 per Matteo Renzi, després de la renúncia de Francesco Caio, el 18 de març de 2014.

Els Digital Champions tenen diferents perfils i són professionals reconeguts en els seus propis camps.
| Estat Membre    | Digital Champion                                     |
| --------------- | ---------------------------------------------------- |
| Àustria         | Meral Akin-Hecke                                     |
| Bèlgica         | Saskia van Uffelen                                   |
| Bulgària        | Gergana Passy                                        |
| Croàcia         | Darko Paric                                          |
| Xipre           | Stelios Himonas                                      |
| República Txeca | Ondrej Felix                                         |
| Dinamarca       | Lars Frelle-Petersen                                 |
| Finlàndia       | Linda Liukas                                         |
| França          | Gilles Babinet                                       |
| Alemanya        | Gesche Joost                                         |
| Hongria         | Istvan Erenyi                                        |
| Irlanda         | David Puttnam                                        |
| Itàlia          | Riccardo Luna                                        |
| Letònia         | Reinis Zitmanis                                      |
| Lituània        | Kestutis Juskevicius                                 |
| Luxemburg       | Björn Ottersten                                      |
| Malta           | Godfrey Vella                                        |
| Holanda         | Tineke Netelenbos                                    |
| Polònia         | Wlodzimierz Marcinski                                |
| Portugal        | Antonio Murta                                        |
| Rumania         | Paul Andre Baran                                     |
| Eslovàquia      | Peter Pellegrini                                     |
| Eslovènia       | Ales Spetic                                          |
| Espanya         | Andreu Veà i Baró                                    |
| Suècia          | Jan Gulliksen                                        |
| Regne Unit      | Martha Lane Fox (renúncia el 29 de novembre de 2013) |